# Pearl Jam/Diskografie
Diese Diskografie ist eine Übersicht über die musikalischen Werke der US-amerikanischen Rockband Pearl Jam. Den Schallplattenauszeichnungen zufolge hat sie bisher mehr als 47,5 Millionen Tonträger verkauft. Ihre erfolgreichste Veröffentlichung ist das Debütalbum Ten mit über 15,5 Millionen verkauften Einheiten.

## Alben

### Studioalben
| Jahr | Titel Musiklabel                          | Höchstplatzierung, Gesamtwochen, AuszeichnungChartplatzierungen (Jahr, Titel, Musiklabel, Platzierungen, Wochen, Auszeichnungen, Anmerkungen) | Höchstplatzierung, Gesamtwochen, AuszeichnungChartplatzierungen (Jahr, Titel, Musiklabel, Platzierungen, Wochen, Auszeichnungen, Anmerkungen) | Höchstplatzierung, Gesamtwochen, AuszeichnungChartplatzierungen (Jahr, Titel, Musiklabel, Platzierungen, Wochen, Auszeichnungen, Anmerkungen) | Höchstplatzierung, Gesamtwochen, AuszeichnungChartplatzierungen (Jahr, Titel, Musiklabel, Platzierungen, Wochen, Auszeichnungen, Anmerkungen) | Höchstplatzierung, Gesamtwochen, AuszeichnungChartplatzierungen (Jahr, Titel, Musiklabel, Platzierungen, Wochen, Auszeichnungen, Anmerkungen) | Anmerkungen                                                   |
| Jahr | Titel Musiklabel                          | DE | AT | CH | UK | US | Anmerkungen                                                   |
| ---- | ----------------------------------------- | --- | --- | --- | --- | --- | ------------------------------------------------------------- |
| 1991 | Ten Epic Records (Sony)                   | DE15 Gold · (46 Wo.)DE | AT31 (4 Wo.)AT | CH67 Gold · (1 Wo.)CH | UK18 ×2Doppelplatin · (70 Wo.)UK | US2 ×3Diamant + Dreifachplatin · (264 Wo.)US                                                                                                  | Erstveröffentlichung: 27. August 1991 Verkäufe: + 15.597.500  |
| 1993 | Vs. Epic Records (Sony)                   | DE8 (24 Wo.)DE | AT7 (18 Wo.)AT | CH9 (18 Wo.)CH | UK2 Gold · (24 Wo.)UK | US1 ×7Siebenfachplatin · (68 Wo.)US | Erstveröffentlichung: 11. Oktober 1993 Verkäufe: + 8.270.000  |
| 1994 | Vitalogy Epic Records (Sony)              | DE8 (20 Wo.)DE | AT7 (13 Wo.)AT | CH17 (12 Wo.)CH | UK4 Gold · (11 Wo.)UK | US1 ×5Fünffachplatin · (55 Wo.)US | Erstveröffentlichung: 22. November 1994 Verkäufe: + 5.930.000 |
| 1996 | No Code Epic Records (Sony)               | DE6 (13 Wo.)DE | AT3 (12 Wo.)AT | CH13 (10 Wo.)CH | UK3 Gold · (5 Wo.)UK | US1 Platin · (24 Wo.)US | Erstveröffentlichung: 22. August 1996 Verkäufe: + 1.545.000   |
| 1998 | Yield Epic Records (Sony)                 | DE4 (14 Wo.)DE | AT4 (13 Wo.)AT | CH6 (12 Wo.)CH | UK7 Gold · (7 Wo.)UK | US2 Platin · (37 Wo.)US | Erstveröffentlichung: 3. Februar 1998 Verkäufe: + 1.875.000   |
| 2000 | Binaural Epic Records (Sony)              | DE4 (12 Wo.)DE | AT8 (12 Wo.)AT | CH8 (11 Wo.)CH | UK5 Silber · (4 Wo.)UK | US2 Gold · (17 Wo.)US | Erstveröffentlichung: 16. Mai 2000 Verkäufe: + 770.000        |
| 2002 | Riot Act Epic Records (Sony)              | DE13 (6 Wo.)DE | AT24 (4 Wo.)AT | CH13 (9 Wo.)CH | UK34 Silber · (2 Wo.)UK | US5 Gold · (14 Wo.)US | Erstveröffentlichung: 12. November 2002 Verkäufe: + 745.000   |
| 2006 | Pearl Jam J Records (Sony BMG)            | DE4 (8 Wo.)DE | AT3 (8 Wo.)AT | CH2 (9 Wo.)CH | UK5 Silber · (4 Wo.)UK | US2 Gold · (17 Wo.)US | Erstveröffentlichung: 2. Mai 2006 Verkäufe: + 785.000         |
| 2009 | Backspacer Monkeywrench Records (UMG)     | DE3 (8 Wo.)DE | AT3 (7 Wo.)AT | CH5 (8 Wo.)CH | UK9 Silber · (3 Wo.)UK | US1 Gold · (32 Wo.)US | Erstveröffentlichung: 18. September 2009 Verkäufe: + 787.500  |
| 2013 | Lightning Bolt Monkeywrench Records (UMG) | DE4 (11 Wo.)DE | AT3 (10 Wo.)AT | CH2 (13 Wo.)CH | UK2 Silber · (4 Wo.)UK | US1 (16 Wo.)US | Erstveröffentlichung: 15. Oktober 2013 Verkäufe: + 315.000    |
| 2020 | Gigaton Monkeywrench Records (UMG)        | DE3 (10 Wo.)DE | AT1 (8 Wo.)AT | CH2 (12 Wo.)CH | UK6 (2 Wo.)UK | US5 (2 Wo.)US | Erstveröffentlichung: 27. März 2020                           |
| 2024 | Dark Matter Monkeywrench Records (UMG)    | DE2 (5 Wo.)DE | AT2 (4 Wo.)AT | CH2 (5 Wo.)CH | UK2 (1 Wo.)UK | US5 (2 Wo.)US | Erstveröffentlichung: 19. April 2024                          |

### Gemeinschaftsalben
| Jahr | Titel Musiklabel                  | Höchstplatzierung, Gesamtwochen, AuszeichnungChartplatzierungen (Jahr, Titel, Musiklabel, Platzierungen, Wochen, Auszeichnungen, Anmerkungen) | Höchstplatzierung, Gesamtwochen, AuszeichnungChartplatzierungen (Jahr, Titel, Musiklabel, Platzierungen, Wochen, Auszeichnungen, Anmerkungen) | Höchstplatzierung, Gesamtwochen, AuszeichnungChartplatzierungen (Jahr, Titel, Musiklabel, Platzierungen, Wochen, Auszeichnungen, Anmerkungen) | Höchstplatzierung, Gesamtwochen, AuszeichnungChartplatzierungen (Jahr, Titel, Musiklabel, Platzierungen, Wochen, Auszeichnungen, Anmerkungen) | Höchstplatzierung, Gesamtwochen, AuszeichnungChartplatzierungen (Jahr, Titel, Musiklabel, Platzierungen, Wochen, Auszeichnungen, Anmerkungen) | Anmerkungen                                                                          |
| Jahr | Titel Musiklabel                  | DE | AT | CH | UK | US | Anmerkungen                                                                          |
| ---- | --------------------------------- | --- | --- | --- | --- | --- | ------------------------------------------------------------------------------------ |
| 1995 | Mirror Ball Reprise Records (WEA) | DE8 (19 Wo.)DE | AT15 (15 Wo.)AT | CH24 (11 Wo.)CH | UK4 Silber · (9 Wo.)UK | US5 Gold · (13 Wo.)US | Erstveröffentlichung: 7. August 1995 Verkäufe: + 560.000; Neil Young feat. Pearl Jam |

### Livealben
| Jahr | Titel Musiklabel                            | Höchstplatzierung, Gesamtwochen, AuszeichnungChartplatzierungen (Jahr, Titel, Musiklabel, Platzierungen, Wochen, Auszeichnungen, Anmerkungen) | Höchstplatzierung, Gesamtwochen, AuszeichnungChartplatzierungen (Jahr, Titel, Musiklabel, Platzierungen, Wochen, Auszeichnungen, Anmerkungen) | Höchstplatzierung, Gesamtwochen, AuszeichnungChartplatzierungen (Jahr, Titel, Musiklabel, Platzierungen, Wochen, Auszeichnungen, Anmerkungen) | Höchstplatzierung, Gesamtwochen, AuszeichnungChartplatzierungen (Jahr, Titel, Musiklabel, Platzierungen, Wochen, Auszeichnungen, Anmerkungen) | Höchstplatzierung, Gesamtwochen, AuszeichnungChartplatzierungen (Jahr, Titel, Musiklabel, Platzierungen, Wochen, Auszeichnungen, Anmerkungen) | Anmerkungen                                                   |
| Jahr | Titel Musiklabel                            | DE | AT | CH | UK | US | Anmerkungen                                                   |
| ---- | ------------------------------------------- | --- | --- | --- | --- | --- | ------------------------------------------------------------- |
| 1998 | Live on Two Legs Epic Records (Sony)        | DE49 (4 Wo.)DE | — | — | UK68 (1 Wo.)UK | US15 Platin · (16 Wo.)US | Erstveröffentlichung: 24. November 1998 Verkäufe: + 1.185.000 |
| 2004 | Live at Benaroya Hall Ten Club (BMG)        | DE100 (1 Wo.)DE | AT31 (5 Wo.)AT | — | — | US18 (9 Wo.)US | Erstveröffentlichung: 27. Juli 2004 Verkäufe: + 20.000        |
| 2006 | Live in NYC 12/31/92 Ten Club (BMG)         | — | — | — | — | — | Erstveröffentlichung: 2006                                    |
| 2006 | Live at Easy Street J Records (Sony BMG)    | — | — | — | — | US190 (1 Wo.)US | Erstveröffentlichung: 20. Juni 2006                           |
| 2007 | Lollapalooza 2007 Selbstverlag              | — | — | — | — | — | Erstveröffentlichung: 18 September 2007                       |
| 2011 | Live on Ten Legs Monkeywrench Records (UMG) | DE23 (3 Wo.)DE | AT21 (3 Wo.)AT | CH31 (3 Wo.)CH | UK49 (1 Wo.)UK | US21 (2 Wo.)US | Erstveröffentlichung: 17. Januar 2011                         |
| 2017 | Let’s Play Two Monkeywrench Records (UMG)   | DE37 (2 Wo.)DE | AT55 (1 Wo.)AT | CH91 (1 Wo.)CH | — | US31 (1 Wo.)US | Erstveröffentlichung: 29. September 2017                      |
| 2019 | MTV Unplugged Legacy Recordings (Sony)      | DE75 (1 Wo.)DE | AT55 (1 Wo.)AT | CH35 (1 Wo.)CH | — | US47 (2 Wo.)US | Erstveröffentlichung: 29. November 2019                       |
| 2023 | Give Way Legacy Recordings (Sony)           | — | — | — | UK78 (1 Wo.)UK | US26 (1 Wo.)US | Erstveröffentlichung: 22. April 2023                          |

### Kompilationen
| Jahr | Titel Musiklabel                                             | Höchstplatzierung, Gesamtwochen, AuszeichnungChartplatzierungen (Jahr, Titel, Musiklabel, Platzierungen, Wochen, Auszeichnungen, Anmerkungen) | Höchstplatzierung, Gesamtwochen, AuszeichnungChartplatzierungen (Jahr, Titel, Musiklabel, Platzierungen, Wochen, Auszeichnungen, Anmerkungen) | Höchstplatzierung, Gesamtwochen, AuszeichnungChartplatzierungen (Jahr, Titel, Musiklabel, Platzierungen, Wochen, Auszeichnungen, Anmerkungen) | Höchstplatzierung, Gesamtwochen, AuszeichnungChartplatzierungen (Jahr, Titel, Musiklabel, Platzierungen, Wochen, Auszeichnungen, Anmerkungen) | Höchstplatzierung, Gesamtwochen, AuszeichnungChartplatzierungen (Jahr, Titel, Musiklabel, Platzierungen, Wochen, Auszeichnungen, Anmerkungen) | Anmerkungen                                                   |
| Jahr | Titel Musiklabel                                             | DE | AT | CH | UK | US | Anmerkungen                                                   |
| ---- | ------------------------------------------------------------ | --- | --- | --- | --- | --- | ------------------------------------------------------------- |
| 2003 | Lost Dogs Epic Records (Sony)                                | DE64 (1 Wo.)DE | AT70 (1 Wo.)AT | CH61 (2 Wo.)CH | — | US15 Gold · (10 Wo.)US | Erstveröffentlichung: 11. November 2003 Verkäufe: + 557.500   |
| 2004 | Rearviewmirror (Greatest Hits 1991–2003) Epic Records (Sony) | DE11 (2 Wo.)DE | AT66 (2 Wo.)AT | CH28 (8 Wo.)CH | UK58 Gold · (1 Wo.)UK | US16 Platin · (22 Wo.)US | Erstveröffentlichung: 16. November 2004 Verkäufe: + 1.490.000 |
| 2011 | Twenty Columbia Records (Sony)                               | DE37 (2 Wo.)DE | AT48 (2 Wo.)AT | CH35 (2 Wo.)CH | UK47 (1 Wo.)UK | US10 Platin · (4 Wo.)US | Erstveröffentlichung: 16. September 2011 Verkäufe: + 10.000   |

### EPs
| Jahr | Titel Musiklabel                             | Höchstplatzierung, Gesamtwochen, AuszeichnungChartplatzierungen (Jahr, Titel, Musiklabel, Platzierungen, Wochen, Auszeichnungen, Anmerkungen) | Höchstplatzierung, Gesamtwochen, AuszeichnungChartplatzierungen (Jahr, Titel, Musiklabel, Platzierungen, Wochen, Auszeichnungen, Anmerkungen) | Höchstplatzierung, Gesamtwochen, AuszeichnungChartplatzierungen (Jahr, Titel, Musiklabel, Platzierungen, Wochen, Auszeichnungen, Anmerkungen) | Höchstplatzierung, Gesamtwochen, AuszeichnungChartplatzierungen (Jahr, Titel, Musiklabel, Platzierungen, Wochen, Auszeichnungen, Anmerkungen) | Höchstplatzierung, Gesamtwochen, AuszeichnungChartplatzierungen (Jahr, Titel, Musiklabel, Platzierungen, Wochen, Auszeichnungen, Anmerkungen) | Anmerkungen                                                |
| Jahr | Titel Musiklabel                             | DE | AT | CH | UK | US | Anmerkungen                                                |
| ---- | -------------------------------------------- | --- | --- | --- | --- | --- | ---------------------------------------------------------- |
| 1995 | Merkin Ball / I Got Shit Epic Records (Sony) | — | — | — | UK25 (3 Wo.)UK | US7 Gold · (58 Wo.)US | Erstveröffentlichung: 5. Dezember 1995 Verkäufe: + 285.000 |

## Singles
| Jahr | Titel Album                                                           | Höchstplatzierung, Gesamtwochen, AuszeichnungChartplatzierungen (Jahr, Titel, Album, Platzierungen, Wochen, Auszeichnungen, Anmerkungen) | Höchstplatzierung, Gesamtwochen, AuszeichnungChartplatzierungen (Jahr, Titel, Album, Platzierungen, Wochen, Auszeichnungen, Anmerkungen) | Höchstplatzierung, Gesamtwochen, AuszeichnungChartplatzierungen (Jahr, Titel, Album, Platzierungen, Wochen, Auszeichnungen, Anmerkungen) | Höchstplatzierung, Gesamtwochen, AuszeichnungChartplatzierungen (Jahr, Titel, Album, Platzierungen, Wochen, Auszeichnungen, Anmerkungen) | Höchstplatzierung, Gesamtwochen, AuszeichnungChartplatzierungen (Jahr, Titel, Album, Platzierungen, Wochen, Auszeichnungen, Anmerkungen) | Anmerkungen                                                  |
| Jahr | Titel Album                                                           | DE | AT | CH | UK | US | Anmerkungen                                                  |
| ---- | --------------------------------------------------------------------- | --- | --- | --- | --- | --- | ------------------------------------------------------------ |
| 1992 | Alive Ten                                                             | DE44 (5 Wo.)DE | — | — | UK16 Gold · (6 Wo.)UK | — | Erstveröffentlichung: 3. Februar 1992 Verkäufe: + 625.000    |
| 1992 | Even Flow Ten                                                         | — | — | — | UK27 Gold · (3 Wo.)UK | — | Erstveröffentlichung: 6. April 1992 Verkäufe: + 570.000      |
| 1992 | Jeremy Ten                                                            | DE93 (1 Wo.)DE | — | — | UK15 Silber · (4 Wo.)UK | US79 Gold · (58 Wo.)US | Erstveröffentlichung: 24. August 1992 Verkäufe: + 795.000    |
| 1992 | Oceans Ten                                                            | — | — | — | — | — | Erstveröffentlichung: 7. Dezember 1992                       |
| 1993 | Go Vs.                                                                | DE96 (2 Wo.)DE | — | — | — | — | Erstveröffentlichung: 11. Oktober 1993                       |
| 1993 | Daughter Vs.                                                          | — | — | — | UK18 (5 Wo.)UK | US97 Platin · (2 Wo.)US | Erstveröffentlichung: 3. November 1993 Verkäufe: + 1.255.000 |
| 1994 | Animal Vs.                                                            | — | — | — | — | — | Erstveröffentlichung: 10. April 1994 Verkäufe: + 40.000      |
| 1994 | Dissident Vs.                                                         | DE97 (1 Wo.)DE | — | — | UK14 (4 Wo.)UK | — | Erstveröffentlichung: 16. Mai 1994                           |
| 1994 | Spin the Black Circle / Tremor Christ Vitalogy                        | DE92 (1 Wo.)DE | — | — | UK10 (3 Wo.)UK | US18 (6 Wo.)US | Erstveröffentlichung: 8. November 1994                       |
| 1995 | Not for You Vitalogy                                                  | — | — | — | UK34 (2 Wo.)UK | — | Erstveröffentlichung: 21. März 1995                          |
| 1995 | Immortality Vitalogy                                                  | — | — | — | — | — | Erstveröffentlichung: 6. Juni 1995                           |
| 1996 | Who You Are No Code                                                   | — | — | — | UK18 (2 Wo.)UK | US31 (9 Wo.)US | Erstveröffentlichung: 30. Juli 1996                          |
| 1996 | Hail, Hail No Code                                                    | — | — | — | — | — | Erstveröffentlichung: 21. Oktober 1996                       |
| 1997 | Off He Goes No Code                                                   | — | — | — | — | — | Erstveröffentlichung: 11. Januar 1997                        |
| 1998 | Given to Fly Yield                                                    | DE67 (4 Wo.)DE | — | CH39 (4 Wo.)CH | UK12 (3 Wo.)UK | US21 (15 Wo.)US | Erstveröffentlichung: 6. Januar 1998 Verkäufe: + 35.000      |
| 1998 | Wishlist Yield                                                        | — | — | — | UK30 (2 Wo.)UK | US47 (20 Wo.)US | Erstveröffentlichung: 5. Mai 1998                            |
| 1999 | Last Kiss No Boundaries: A Benefit for the Kosovar Refugees (Sampler) | — | — | — | UK42 (1 Wo.)UK | US2 Gold · (21 Wo.)US | Erstveröffentlichung: 8. Juni 1999 Verkäufe: + 590.000       |
| 2000 | Nothing as It Seems Binaural                                          | DE98 (1 Wo.)DE | — | CH83 (1 Wo.)CH | UK22 (2 Wo.)UK | US49 (6 Wo.)US | Erstveröffentlichung: 25. April 2000                         |
| 2000 | Light Years Binaural                                                  | — | — | — | UK52 (1 Wo.)UK | — | Erstveröffentlichung: 18. Juli 2000                          |
| 2002 | I Am Mine Riot Act                                                    | DE60 (2 Wo.)DE | — | CH59 (4 Wo.)CH | UK26 (2 Wo.)UK | US43 (8 Wo.)US | Erstveröffentlichung: 8. Oktober 2002 Verkäufe: + 65.000     |
| 2003 | Save You Riot Act                                                     | — | — | — | — | — | Erstveröffentlichung: 11. Februar 2003                       |
| 2003 | Love Boat Captain Riot Act                                            | — | — | — | — | — | Erstveröffentlichung: 18. Februar 2003                       |
| 2003 | Man of the Hour –                                                     | — | — | — | — | — | Erstveröffentlichung: 26. November 2003                      |
| 2006 | World Wide Suicide Pearl Jam                                          | — | — | — | — | US41 (6 Wo.)US | Erstveröffentlichung: 14. März 2006                          |
| 2006 | Life Wasted Pearl Jam                                                 | — | — | — | — | — | Erstveröffentlichung: 28. August 2006                        |
| 2007 | Love, Reign o’er Me Reign Over Me O.S.T.                              | — | — | — | — | — | Erstveröffentlichung: 23. Februar 2007                       |
| 2009 | The Fixer Backspacer                                                  | DE97 (1 Wo.)DE | — | — | — | US56 (1 Wo.)US | Erstveröffentlichung: 24. August 2009                        |
| 2009 | Just Breathe / Got Some Backspacer                                    | — | — | — | — | US78 Platin · (14 Wo.)US | Erstveröffentlichung: 31. Oktober 2009 Verkäufe: + 1.115.000 |
| 2010 | Amongst the Waves Backspacer                                          | — | — | — | — | — | Erstveröffentlichung: 20. Juni 2010                          |
| 2011 | Olé –                                                                 | — | — | — | — | — | Erstveröffentlichung: 8. September 2011                      |
| 2013 | Mind Your Manners Lightning Bolt                                      | — | — | — | — | — | Erstveröffentlichung: 11. Juli 2013                          |
| 2013 | Sirens Lightning Bolt                                                 | DE86 (1 Wo.)DE | AT63 (1 Wo.)AT | CH49 (2 Wo.)CH | — | US76 (1 Wo.)US | Erstveröffentlichung: 4. Oktober 2013 Verkäufe: + 60.000     |
| 2014 | Lightning Bolt                                                        | — | — | — | — | — | Erstveröffentlichung: 9. Juni 2014                           |
| 2015 | I Want You So Hard (Boy’s Bad News) (live) –                          | — | — | — | — | — | Erstveröffentlichung: 18. Dezember 2015                      |
| 2020 | Dance of the Clairvoyants Gigaton                                     | — | — | — | — | — | Erstveröffentlichung: 22. Januar 2020 Verkäufe: + 20.000     |
| 2020 | Superblood Wolfmoon Gigaton                                           | — | — | — | — | — | Erstveröffentlichung: 18. Februar 2020                       |
| 2024 | Dark Matter                                                           | — | — | — | — | — | Erstveröffentlichung: 13. Februar 2024                       |

## Videoalben und Musikvideos

### Videoalben
| Jahr | Titel Musiklabel                                        | Höchstplatzierung, Gesamtwochen, AuszeichnungChartplatzierungen (Jahr, Titel, Musiklabel, Platzierungen, Wochen, Auszeichnungen, Anmerkungen) | Höchstplatzierung, Gesamtwochen, AuszeichnungChartplatzierungen (Jahr, Titel, Musiklabel, Platzierungen, Wochen, Auszeichnungen, Anmerkungen) | Höchstplatzierung, Gesamtwochen, AuszeichnungChartplatzierungen (Jahr, Titel, Musiklabel, Platzierungen, Wochen, Auszeichnungen, Anmerkungen) | Höchstplatzierung, Gesamtwochen, AuszeichnungChartplatzierungen (Jahr, Titel, Musiklabel, Platzierungen, Wochen, Auszeichnungen, Anmerkungen) | Höchstplatzierung, Gesamtwochen, AuszeichnungChartplatzierungen (Jahr, Titel, Musiklabel, Platzierungen, Wochen, Auszeichnungen, Anmerkungen) | Anmerkungen                                                 |
| Jahr | Titel Musiklabel                                        | DE | AT | CH | UK | US | Anmerkungen                                                 |
| ---- | ------------------------------------------------------- | --- | --- | --- | --- | --- | ----------------------------------------------------------- |
| 1998 | Single Video Theory SMV Enterprises                     | — | — | — | UK3 (6 Wo.)UK | US— PlatinUS | Erstveröffentlichung: 4. August 1998 Verkäufe: + 110.000    |
| 2001 | Touring Band 2000 Epic Music Video                      | — | — | — | UK1 Gold · (19 Wo.)UK | US— PlatinUS | Erstveröffentlichung: 2001 Verkäufe: + 170.000              |
| 2003 | Live at the Showbox Selbstverlag                        | — | — | — | — | — | Erstveröffentlichung: 30. Juni 2003                         |
| 2003 | Live at the Garden Epic Music Video                     | — | — | — | UK11 Gold · (13 Wo.)UK | US— ×3DreifachplatinUS | Erstveröffentlichung: 10. November 2003 Verkäufe: + 413.000 |
| 2007 | Immagine in Cornice Rhino Records                       | DE94 (1 Wo.)DE | — | — | UK7 (7 Wo.)UK | — | Erstveröffentlichung: 25. September 2007 Verkäufe: + 57.500 |
| 2011 | Twenty Monkeywrench Records (UMG)                       | — | — | — | UK3 (18 Wo.)UK | US— PlatinUS | Erstveröffentlichung: 2011 Verkäufe: + 119.000              |
| 2017 | Let’s Play Two – Live at Wrigley Field Republic Records | — | — | — | UK7 (8 Wo.)UK | — | Erstveröffentlichung: 17. November 2017                     |

### Musikvideos
| Jahr | Titel                        | Regie                         |
| ---- | ---------------------------- | ----------------------------- |
| 1991 | Alive                        | Josh Taft                     |
| 1991 | Jeremy (Unveröffentlicht)    | Chris Cuffaro                 |
| 1992 | Even Flow                    | Josh Taft                     |
| 1992 | Even Flow (Unveröffentlicht) | Rocky Schenck                 |
| 1992 | Jeremy                       | Mark Pellington               |
| 1992 | Oceans                       | Josh Taft                     |
| 1998 | Do the Evolution             | Todd McFarlane, Kevin Altieri |
| 2002 | I Am Mine                    | James Frost                   |
| 2002 | Save You                     | James Frost                   |
| 2002 | Love Boat Captain            | James Frost                   |
| 2002 | Thumbing My Way              | James Frost                   |
| 2002 | 1/2 Full                     | James Frost                   |
| 2006 | World Wide Suicide           | Danny Clinch                  |
| 2006 | Life Wasted                  | Fernando Apodaca              |
| 2009 | The Fixer (live)             | Cameron Crowe                 |
| 2009 | Just Breathe (live)          | Gary Menotti                  |
| 2010 | Amongst the Waves (live)     | Ryan Thomas, Brendan Canty    |
| 2013 | Mind Your Manners            | Danny Clinch                  |
| 2013 | Sirens                       | Danny Clinch                  |

## Boxsets
| Jahr | Titel Musiklabel                                   | Höchstplatzierung, Gesamtwochen, AuszeichnungChartplatzierungen (Jahr, Titel, Musiklabel, Platzierungen, Wochen, Auszeichnungen, Anmerkungen) | Höchstplatzierung, Gesamtwochen, AuszeichnungChartplatzierungen (Jahr, Titel, Musiklabel, Platzierungen, Wochen, Auszeichnungen, Anmerkungen) | Höchstplatzierung, Gesamtwochen, AuszeichnungChartplatzierungen (Jahr, Titel, Musiklabel, Platzierungen, Wochen, Auszeichnungen, Anmerkungen) | Höchstplatzierung, Gesamtwochen, AuszeichnungChartplatzierungen (Jahr, Titel, Musiklabel, Platzierungen, Wochen, Auszeichnungen, Anmerkungen) | Höchstplatzierung, Gesamtwochen, AuszeichnungChartplatzierungen (Jahr, Titel, Musiklabel, Platzierungen, Wochen, Auszeichnungen, Anmerkungen) | Anmerkungen                         |
| Jahr | Titel Musiklabel                                   | DE | AT | CH | UK | US | Anmerkungen                         |
| ---- | -------------------------------------------------- | --- | --- | --- | --- | --- | ----------------------------------- |
| 2007 | Live at the Gorge 05/06 Monkeywrench Records (UMG) | DE92 (1 Wo.)DE | — | — | — | US36 (2 Wo.)US | Erstveröffentlichung: 26. Juni 2007 |

## Promoveröffentlichungen
| Jahr | Titel Album                                                              | Anmerkungen                                                  |
| ---- | ------------------------------------------------------------------------ | ------------------------------------------------------------ |
| 1991 | Black Ten                                                                | Erstveröffentlichung: 1991 · Verkäufe: + 385.000, UK: Silber |
| 1994 | Corduroy Vitalogy                                                        | Erstveröffentlichung: 1994                                   |
| 1998 | Elderly Woman Behind the Counter in a Small Town (Live) Live on Two Legs | Erstveröffentlichung: 1998                                   |
| 1998 | In Hiding Yield                                                          | Erstveröffentlichung: 1998                                   |
| 1998 | Do the Evolution Yield                                                   | Erstveröffentlichung: 1998                                   |
| 2006 | Gone Pearl Jam                                                           | Erstveröffentlichung: 9. Oktober 2006                        |
| 2009 | Brother Ten (Legacy Edition)                                             | Erstveröffentlichung: 2009                                   |

## Sonderveröffentlichungen

### 7" Fanclub Christmas Singles
- 1991: Let Me Sleep (Christmas Time) / Ramblings ’91
- 1992: Sonic Reducer / Ramblings Continued
- 1993: Angel / Ramblings (Fuck Me in My Brain) (live)
- 1995: History Never Repeats (live) / Sonic Reducer (live) / Swallow My Pride (live) / My Way (live)
- 1996: Olympic Platinum / Smile (live)
- 1997: Happy When I’m Crying / R.E.M.: Live for Today
- 1998: Soldier of Love (live) / Last Kiss
- 1999: Strangest Tribe / Drifting
- 2000: Crown of Thorns (live) / Can’t Help Falling in Love (live)
- 2001: Last Soldier (live) / Indifference (live) (mit Ben Harper) / Gimme Some Truth (live) / Jeff Ament: I Just Want to Have Something to Do
- 2002: Don’t Believe in Christmas (live) / Sleepless Nights (live)
- 2003: Reach Down (live) (mit Chris Cornell) / I Believe in Miracles (live)
- 2004: Someday at Christmas / Better Man (Eddie mit Walmer High School Choir, Port Elizabeth, South Africa)
- 2005: Little Sister (live) (mit Robert Plant) / Gone (Demo)
- 2006: Love, Reign o’er Me / Rockin’ in the Free World (live) (mit Bono & The Edge)
- 2007: Santa God / Jingle Bells
- 2008: Santa Cruz / Golden State
- 2009: Turning Mist / Hawaii78

### Livealben
| Jahr | Titel                     | Anmerkungen                                                       |
| ---- | ------------------------- | ----------------------------------------------------------------- |
| 2016 | Live at Third Man Records | Erstveröffentlichung: 2016 Teil der Reihe Third Man Records Vault |

### Boxsets
| Jahr | Titel     | Anmerkungen                                  |
| ---- | --------- | -------------------------------------------- |
| 2007 | Ten / Vs. | Erstveröffentlichung: 2007 Teil der Reihe x2 |

## Statistik

### Chartauswertung
|                     | DE     | AT     | CH     | UK     | US     |
| ------------------- | ------ | ------ | ------ | ------ | ------ |
| Nummer-eins-Alben   | DE—DE  | AT1AT  | CH—CH  | UK—UK  | US6US  |
| Top-10-Alben        | DE11DE | AT10AT | CH8CH  | UK11UK | US14US |
| Alben in den Charts | DE21DE | AT20AT | CH19CH | UK19UK | US23US |

|                       | DE     | AT    | CH    | UK     | US     |
| --------------------- | ------ | ----- | ----- | ------ | ------ |
| Nummer-eins-Singles   | DE—DE  | AT—AT | CH—CH | UK—UK  | US—US  |
| Top-10-Singles        | DE—DE  | AT—AT | CH—CH | UK1UK  | US1US  |
| Singles in den Charts | DE10DE | AT1AT | CH4CH | UK14UK | US13US |

|                          | DE    | AT    | CH    | UK    | US    |
| ------------------------ | ----- | ----- | ----- | ----- | ----- |
| Nummer-eins-Videoalben   | DE—DE | AT—AT | CH—CH | UK1UK | US—US |
| Top-10-Videoalben        | DE—DE | AT—AT | CH—CH | UK5UK | US—US |
| Videoalben in den Charts | DE1DE | AT—AT | CH—CH | UK6UK | US—US |

### Auszeichnungen für Musikverkäufe
| Land/RegionAuszeichnungen für Musikverkäufe (Land/Region, Auszeichnungen, Verkäufe, Quellen) | Silber     | Gold       | Platin         | Diamant  | Verkäufe   | Quellen                           |
| -------------------------------------------------------------------------------------------- | ---------- | ---------- | -------------- | -------- | ---------- | --------------------------------- |
| Argentinien (CAPIF)                                                                          | —          | 2× Gold2   | —              | —        | 50.000     | capif.org.ar                      |
| Australien (ARIA)                                                                            | —          | 10× Gold10 | 39× Platin39   | —        | 2.332.500  | aria.com.au                       |
| Belgien (BRMA)                                                                               | —          | —          | Platin1        | —        | 50.000     | ultratop.be                       |
| Brasilien (PMB)                                                                              | —          | 12× Gold12 | 3× Platin3     | —        | 730.000    | pro-musicabr.org.br               |
| Dänemark (IFPI)                                                                              | —          | Gold1      | 3× Platin3     | —        | 105.000    | ifpi.dk                           |
| Deutschland (BVMI)                                                                           | —          | Gold1      | —              | —        | 250.000    | musikindustrie.de                 |
| Europa (IFPI)                                                                                | —          | Gold1      | —              | —        | (500.000)  | Einzelnachweise                   |
| Italien (FIMI)                                                                               | —          | 4× Gold4   | 4× Platin4     | —        | 355.000    | fimi.it                           |
| Kanada (MC)                                                                                  | —          | 5× Gold5   | 32× Platin32   | —        | 2.870.000  | musiccanada.com                   |
| Mexiko (AMPROFON)                                                                            | —          | 5× Gold5   | —              | —        | 355.000    | Einzelnachweise                   |
| Neuseeland (RMNZ)                                                                            | —          | 2× Gold2   | 40× Platin40   | —        | 770.000    | aotearoamusiccharts.co.nz NZ2 NZ3 |
| Niederlande (NVPI)                                                                           | —          | 3× Gold3   | Platin1        | —        | 250.000    | nvpi.nl                           |
| Norwegen (IFPI)                                                                              | —          | 2× Gold2   | —              | —        | 50.000     | ifpi.no                           |
| Polen (ZPAV)                                                                                 | —          | 5× Gold5   | 2× Platin2     | —        | 170.000    | olis.pl                           |
| Portugal (AFP)                                                                               | Silber1    | 5× Gold5   | 4× Platin4     | —        | 109.500    | Einzelnachweise                   |
| Schweden (IFPI)                                                                              | —          | Gold1      | —              | —        | 50.000     | sverigetopplistan.se              |
| Schweiz (IFPI)                                                                               | —          | Gold1      | —              | —        | 25.000     | hitparade.ch                      |
| Spanien (Promusicae)                                                                         | —          | 4× Gold4   | Platin1        | —        | 260.000    | elportaldemusica.es ES2           |
| Vereinigte Staaten (RIAA)                                                                    | —          | 11× Gold11 | 27× Platin27   | Diamant1 | 36.000.000 | riaa.com                          |
| Vereinigtes Königreich (BPI)                                                                 | 8× Silber8 | 9× Gold9   | 2× Platin2     | —        | 2.750.000  | bpi.co.uk                         |
| Insgesamt                                                                                    | 9× Silber9 | 84× Gold84 | 159× Platin159 | Diamant1 |            |                                   |